# Doble producto vectorial

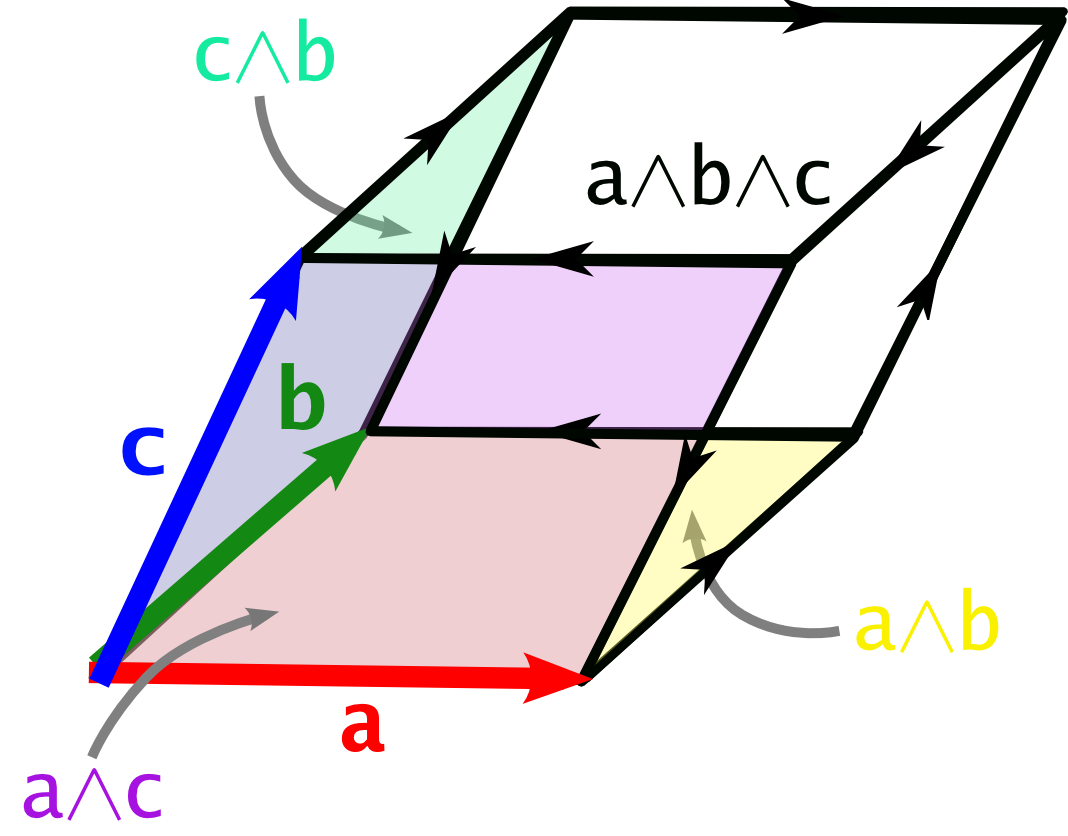
Doble producto vectorial de tres vectores a, b y c.

Llamamos doble producto vectorial (o también triple producto vectorial) de tres vectores a la expresión 
{\displaystyle \,\mathbf {A} \times \left(\mathbf {B} \times \mathbf {C} \right)}   o 
{\displaystyle \,\left(\mathbf {A} \times \mathbf {B} \right)\times \mathbf {C} } ; esto es, el producto vectorial de dos vectores se multiplica vectorialmente por un tercer vector.
Para calcular el doble producto vectorial se utiliza la siguiente fórmula:

{\displaystyle \,\mathbf {A} \times \left(\mathbf {B} \times \mathbf {C} \right)=\mathbf {B} \left(\mathbf {A} \cdot \mathbf {C} \right)-\mathbf {C} \left(\mathbf {A} \cdot \mathbf {B} \right)}

demostrada más adelante.

## Propiedades

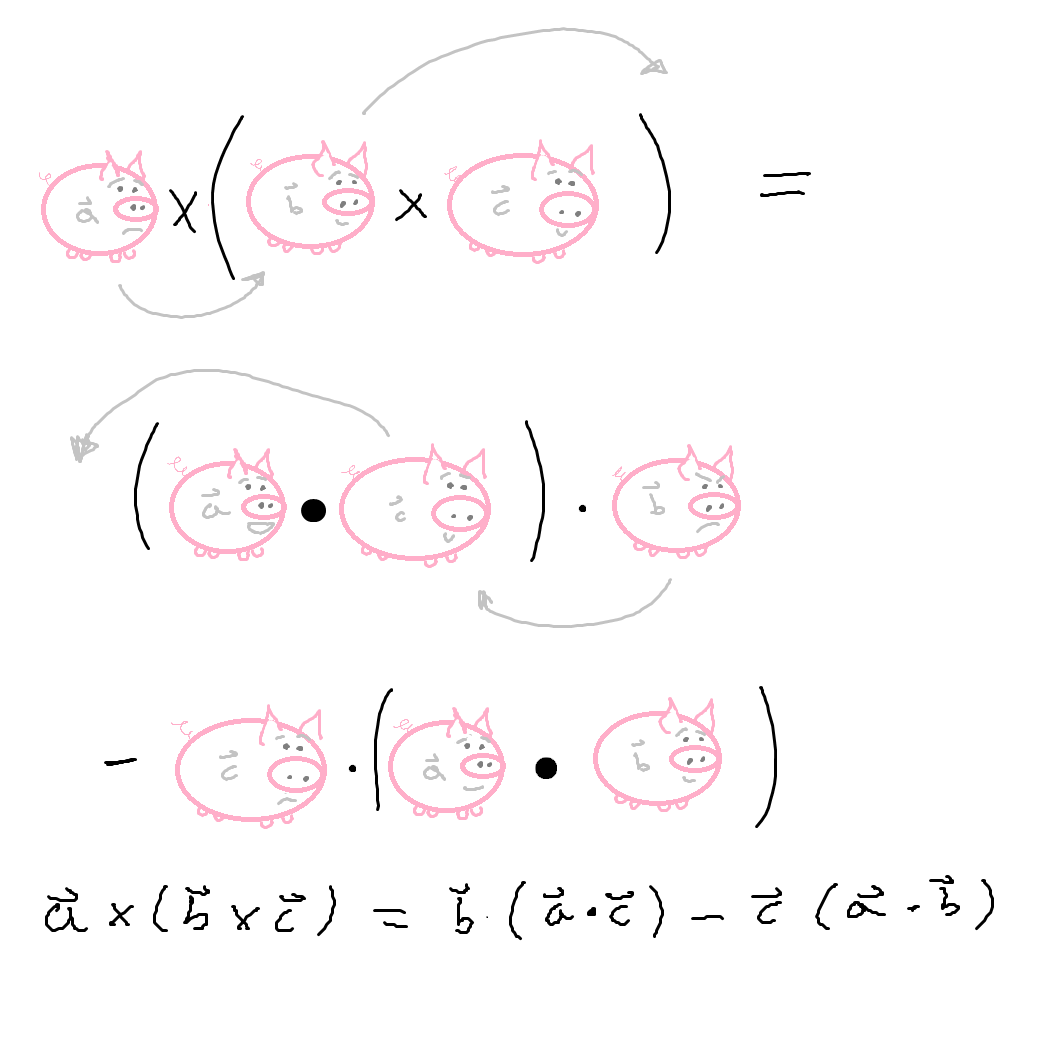
Regla del cerdito para doble producto vectorial de tres vectores a, b y c.

- Según la fórmula, {\displaystyle \mathbf {A} \times \left(\mathbf {B} \times \mathbf {C} \right)} es un vector contenido en el plano definido por los vectores B y C.
- La interpretación geométrica del vector  {\displaystyle {\vec {p}}=({\vec {u}}\times {\vec {a}})\times {\vec {u}}}  es la proyección ortogonal del vector {\displaystyle {\vec {a}}} sobre el plano cuyo vector normal es {\displaystyle {\vec {u}}} .

- El producto vectorial no tiene la propiedad asociativa, ya que es antisimétrico (o anticonmutativo).

El vector

{\displaystyle \,\left(\mathbf {A} \times \mathbf {B} \right)\times \mathbf {C} =-\mathbf {C} \times \left(\mathbf {A} \times \mathbf {B} \right)=\left(\mathbf {A} \cdot \mathbf {C} \right)\mathbf {B} -\left(\mathbf {B} \cdot \mathbf {C} \right)\mathbf {A} }

está contenido en el plano definido por los vectores A y B, por lo que, en general, será

{\displaystyle \,\mathbf {A} \times \left(\mathbf {B} \times \mathbf {C} \right)\neq \left(\mathbf {A} \times \mathbf {B} \right)\times \mathbf {C} }

con lo cual resulta fundamental la colocación de los paréntesis.
- Identidad de Jacobi:

{\displaystyle \mathbf {A} \times (\mathbf {B} \times \mathbf {C} )+\mathbf {C} \times (\mathbf {A} \times \mathbf {B} )+\mathbf {B} \times (\mathbf {C} \times \mathbf {A} )=0}

Cuand

## Notación de Levi-Civita
Con la notación de Levi-Civita, el doble producto vectorial se expresa en la forma

{\displaystyle \,\mathbf {A} \times (\mathbf {B} \times \mathbf {C} )=\varepsilon _{ijk}A^{j}\varepsilon _{k\ell m}B^{\ell }C^{m}=\varepsilon _{ijk}\varepsilon _{k\ell m}A^{j}B^{\ell }C^{m}}

Estas fórmulas son muy útiles a la hora de simplificar un vector en física. Por ejemplo, una igualdad relacionada con los gradientes, y muy útil en el cálculo de vectores es:
{\displaystyle {\begin{aligned}\nabla \times (\nabla \times \mathbf {f} )&{}=\nabla (\nabla \cdot \mathbf {f} )-(\nabla \cdot \nabla )\mathbf {f} \\&{}={\mbox{grad }}({\mbox{div }}\mathbf {f} )-{\mbox{laplaciano }}\mathbf {f} .\end{aligned}}}
Esto también puede ser considerado como un caso especial del más conocido como operador de Laplace-deRham: Δ = dδ + δd.

## Demostración

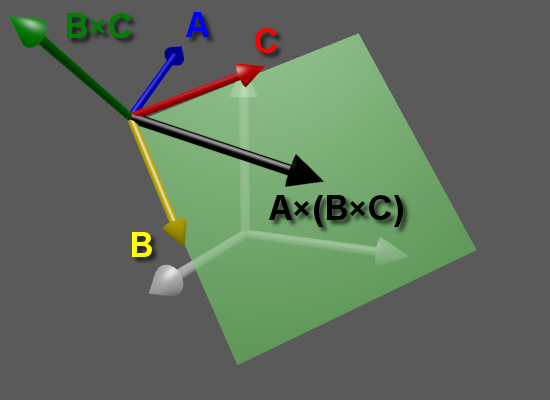
Gráfico tridimensional del doble producto vectorial A x (B x C)

Sea {\displaystyle \mathbf {A} \times \left(\mathbf {B} \times \mathbf {C} \right)} el doble producto vectorial buscado, se puede llegar a una expresión que esté en función de estos mismos vectores. Podemos notar en la figura que el vector resultante estará incluido en el plano que forman los vectores B y C, cualquiera sea la dirección de A. Entonces, se puede descomponer al vector {\displaystyle \mathbf {A} \times (\mathbf {B} \times \mathbf {C} )} en una componente paralela a B y otra paralela a C.

(1){\displaystyle \mathbf {A} \times (\mathbf {B} \times \mathbf {C} )=\mathbf {B} x+\mathbf {C} y\quad x,y\in \mathbb {R} \quad }

Para facilitar la demostración primero se supondrá {\displaystyle \mathbf {B} \bot \mathbf {C} }; luego la fórmula se ampliará de forma general. Por ahora, efectuamos producto escalar por el vector B en (1):
{\displaystyle \mathbf {B} \cdot [\mathbf {A} \times (\mathbf {B} \times \mathbf {C} )]=\mathbf {B} \cdot (\mathbf {B} x+\mathbf {C} y)}
Aplicamos propiedad distributiva en el segundo miembro (recordemos que B.C = 0 por ser perpendiculares):
{\displaystyle \mathbf {B} \cdot (\mathbf {B} x+\mathbf {C} y)=\mathbf {B} \cdot \mathbf {B} x+\mathbf {B} \cdot \mathbf {C} y=\left|\mathbf {B} \right|^{2}x}
El primer miembro es un producto mixto y, como tal, puede intercambiar sus factores de esta manera:
{\displaystyle \mathbf {B} \cdot [\mathbf {A} \times (\mathbf {B} \times \mathbf {C} )]=\mathbf {A} \cdot [(\mathbf {B} \times \mathbf {C} )\times \mathbf {B} ]}
Igualando las expresiones anteriores se tiene:

(2){\displaystyle \mathbf {A} \cdot [(\mathbf {B} \times \mathbf {C} )\times \mathbf {B} ]=\left|\mathbf {B} \right|^{2}x\quad }

El producto {\displaystyle (\mathbf {B} \times \mathbf {C} )\times \mathbf {B} } da como resultado un vector en la misma dirección y sentido que C (ver figura). Si averiguamos el módulo de este producto obtenemos:
{\displaystyle \left|(\mathbf {B} \times \mathbf {C} )\times \mathbf {B} \right|=\left|(\mathbf {B} \times \mathbf {C} )\right|.\left|\mathbf {B} \right|.\operatorname {sen} {\pi  \over 2}=\left|\mathbf {B} \right|.\left|\mathbf {C} \right|.\operatorname {sen} {\pi  \over 2}.\left|\mathbf {B} \right|.1=\left|\mathbf {B} \right|^{2}.\left|\mathbf {C} \right|}
Como {\displaystyle (\mathbf {B} \times \mathbf {C} )\times \mathbf {B} } es de dirección y sentido iguales a C, se puede expresar de la siguiente manera:
{\displaystyle (\mathbf {B} \times \mathbf {C} )\times \mathbf {B} =\quad \left|\mathbf {B} \right|^{2}\quad \mathbf {C} }
Identidad que, multiplicada escalarmente por el vector A, coincide con (2).
{\displaystyle \therefore \,x=\mathbf {A} \cdot \mathbf {C} }
Para averiguar y se sigue un proceso análogo, en el cual se efectúa en (1) el producto escalar por el vector C:
{\displaystyle \mathbf {C} \cdot [\mathbf {A} \times (\mathbf {B} \times \mathbf {C} )]=\mathbf {C} \cdot (\mathbf {B} x+\mathbf {C} y)}
{\displaystyle \mathbf {A} \cdot [(\mathbf {B} \times \mathbf {C} )\times \mathbf {C} ]=\left|\mathbf {C} \right|^{2}y}
En este punto cabe destacar una diferencia importante, que se deduce de la imagen. Nótese que el vector {\displaystyle (\mathbf {B} \times \mathbf {C} )\times \mathbf {C} } es opuesto a B. Esto implica:
{\displaystyle -\mathbf {A} \cdot \mathbf {B} \left|\mathbf {C} \right|^{2}=\left|\mathbf {C} \right|^{2}y\quad \rightarrow \quad y=-\mathbf {A} \cdot \mathbf {B} }
Reemplazamos x e y en (1) y obtenemos la fórmula de doble producto vectorial para B y C perpendiculares.

(*){\displaystyle \mathbf {A} \times (\mathbf {B} \times \mathbf {C} )=\mathbf {B} (\mathbf {A} \cdot \mathbf {C} )-\mathbf {C} (\mathbf {A} \cdot \mathbf {B} )\quad }

### Fórmula general
Considerando ahora un vector B, ya no necesariamente perpendicular a C, se puede descomponerlo en dos componentes diferentes, una perpendicular y otra paralela a C.
{\displaystyle \mathbf {B} =\mathbf {B} '+\mathbf {C} k\quad \mathbf {B} '\bot \mathbf {C} ,k\in \mathbb {R} }
Se efectúa el doble producto vectorial y se lleva a la forma (*):
{\displaystyle \mathbf {A} \times (\mathbf {B} \times \mathbf {C} )=\mathbf {A} \times [(\mathbf {B} '+\mathbf {C} k)\times \mathbf {C} ]=\mathbf {A} \times (\mathbf {B} '\times \mathbf {C} +\mathbf {C} k\times \mathbf {C} )=\mathbf {A} \times (\mathbf {B} '\times \mathbf {C} )}
De modo que se puede desarrollar de esta manera:
{\displaystyle \mathbf {A} \times (\mathbf {B} '\times \mathbf {C} )=\mathbf {B} '(\mathbf {A} \cdot \mathbf {C} )-\mathbf {C} (\mathbf {A} \cdot \mathbf {B} ')}
Ahora, tenemos {\displaystyle \mathbf {B} =\mathbf {B} '+\mathbf {C} k\Rightarrow \mathbf {B} '=\mathbf {B} -\mathbf {C} k}. Reemplazamos en la fórmula anterior y desarrollamos.
{\displaystyle \mathbf {B} '(\mathbf {A} \cdot \mathbf {C} )-\mathbf {C} (\mathbf {A} \cdot \mathbf {B} ')=(\mathbf {B} -\mathbf {C} k)(\mathbf {A} \cdot \mathbf {C} )-\mathbf {C} [\mathbf {A} \cdot (\mathbf {B} -\mathbf {C} k)]=}
{\displaystyle =\mathbf {B} (\mathbf {A} \cdot \mathbf {C} )-\mathbf {C} k(\mathbf {A} \cdot \mathbf {C} )-\mathbf {C} (\mathbf {A} \cdot \mathbf {B} -\mathbf {A} \cdot \mathbf {C} k)=\mathbf {B} (\mathbf {A} \cdot \mathbf {C} )-\mathbf {C} k(\mathbf {A} \cdot \mathbf {C} )-\mathbf {C} (\mathbf {A} \cdot \mathbf {B} )+\mathbf {C} (\mathbf {A} \cdot \mathbf {C} k)=}
{\displaystyle =\mathbf {B} (\mathbf {A} \cdot \mathbf {C} ){\cancel {-\mathbf {C} k(\mathbf {A} \cdot \mathbf {C} )}}-\mathbf {C} (\mathbf {A} \cdot \mathbf {B} ){\cancel {+\mathbf {C} k(\mathbf {A} \cdot \mathbf {C} )}}}
{\displaystyle \therefore \ \mathbf {A} \times (\mathbf {B} \times \mathbf {C} )=\mathbf {B} (\mathbf {A} \cdot \mathbf {C} )-\mathbf {C} (\mathbf {A} \cdot \mathbf {B} )}
Esta última identidad coincide con (*) y vale para cualquiera sean A, B y C.